# Zapora Akosombo

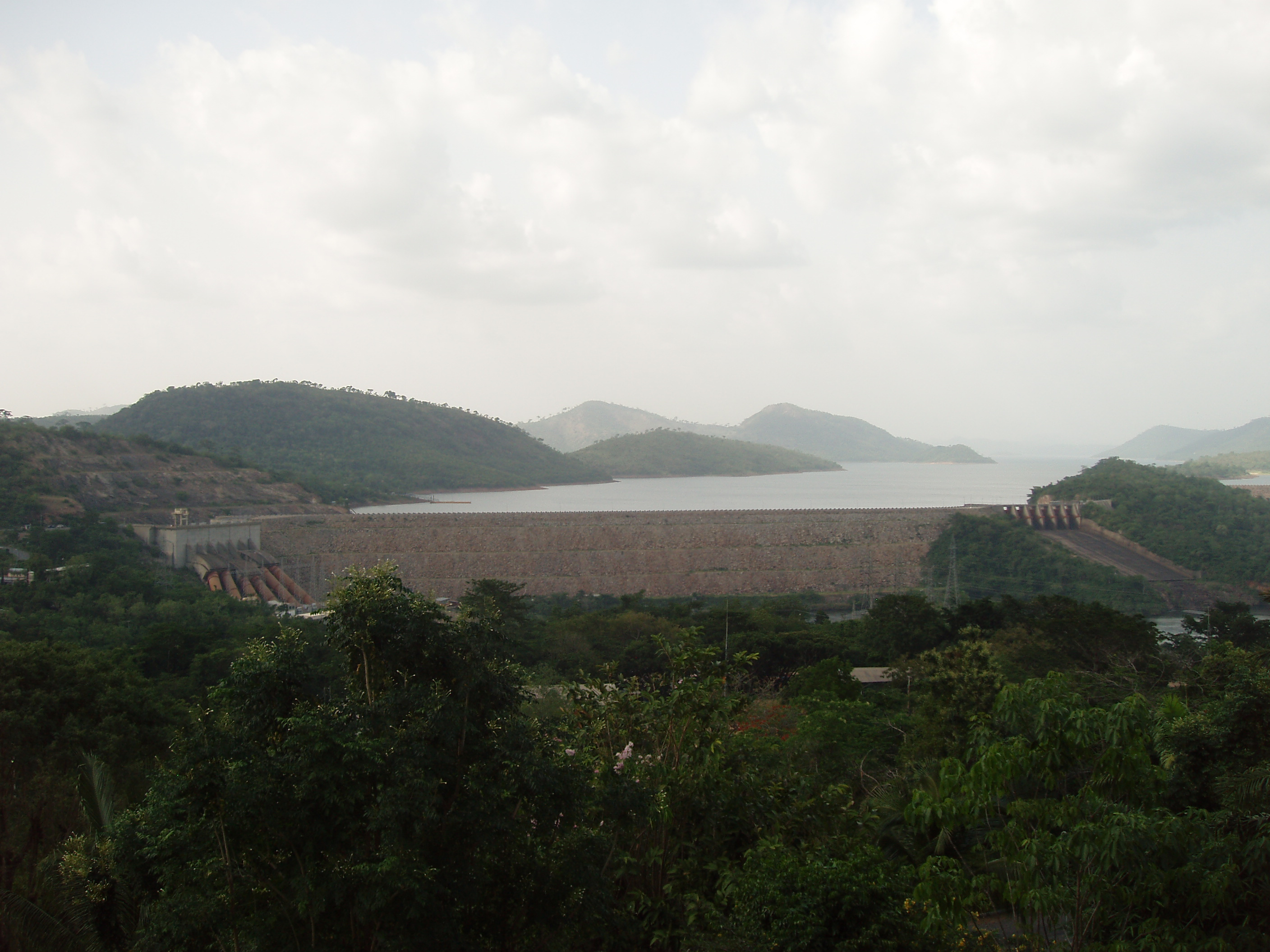
Zapora Akosombo widziana z hotelu Volta.

Zapora Akosombo – zapora wodna na rzece Wolta w południowo-wschodniej Ghanie, w Afryce.
Zapora stworzyła największe sztuczne jezioro na świecie, znane jako jezioro Wolta. Elektrownia wodna dostarcza elektryczność do Ghany i sąsiadujących z nią krajów Afryki zachodniej. Ma 660 m długości i 114 m wysokości. Zbudowana w latach 1961–1965. W okresach suszy hydrologicznej woda z jeziora jest racjonowana i generowana jest mniejsza ilość elektryczności. W tym czasie miasta w Ghanie są narażone na zaciemnienia w celu zmniejszenia ich konsumpcji elektryczności. Ghana’s Volta River Authority (Urząd Rzeki Wolty) ma podpisane kontrakty z sąsiednimi krajami na dostarczanie elektryczności. Kontrakty te mają większy priorytet w roszczeniach niż obywatele Ghany we własnych miastach. Chociaż huta Kaiser Aluminum jest ważnym użytkownikiem i zapora zbudowana była po części w celu umożliwienia wytopu aluminium z wydobywanego tam boksytu, ekonomia tak się zmieniła, że surowce muszą być importowane by utrzymać na bieżąco produkcję. Konsekwencją powstania zapory stało się przymusowe przesiedlenie prawie 80 tysięcy osób (ponad 1% ówczesnej populacji Ghany).